# فينتشينزو كاميليري
فينتشينزو كاميليري (بالإيطالية: Vincenzo Camilleri)‏ (6 مارس 1992 بجيلا في إيطاليا - ) هو لاعب كرة قدم إيطالي في مركز الدفاع. شارك مع منتخب إيطاليا تحت 16 سنة لكرة القدم ومنتخب إيطاليا تحت 17 سنة لكرة القدم ومنتخب إيطاليا تحت 18 سنة لكرة القدم. أما مع النوادي، فقد لعب مع تشيلسي ونادي بريشيا ونادي ريجينا ونادي كالياري ويوفنتوس وASD Barletta 1922 ‏ ونادي فيرالبيسالو.

## وصلات خارجية
- فينتشينزو كاميليري على موقع الاتحاد الأوربي (الإنجليزية)
- فينتشينزو كاميليري على موقع قاعدة بيانات كرة القدم.إي يو (الإنجليزية)
- فينتشينزو كاميليري على موقع Soccerway.com (الإنجليزية)
- فينتشينزو كاميليري على موقع عالم كرة القدم.نت (الإنجليزية)
- فينتشينزو كاميليري على موقع GSA (الإنجليزية)